# Salon (wystawa)

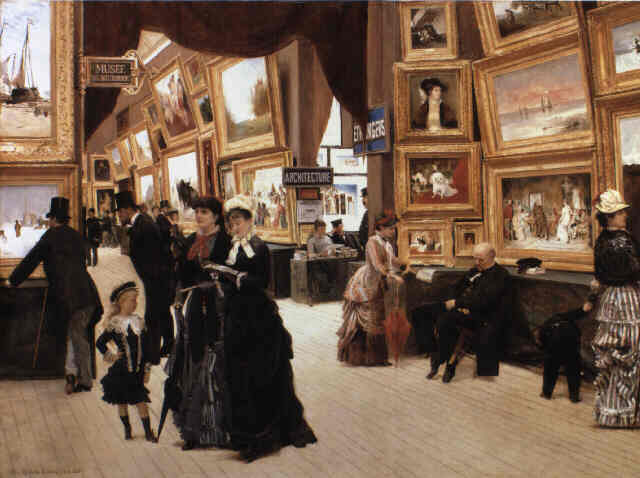
Édouard Joseph Dantan, Salon 1880, 1880

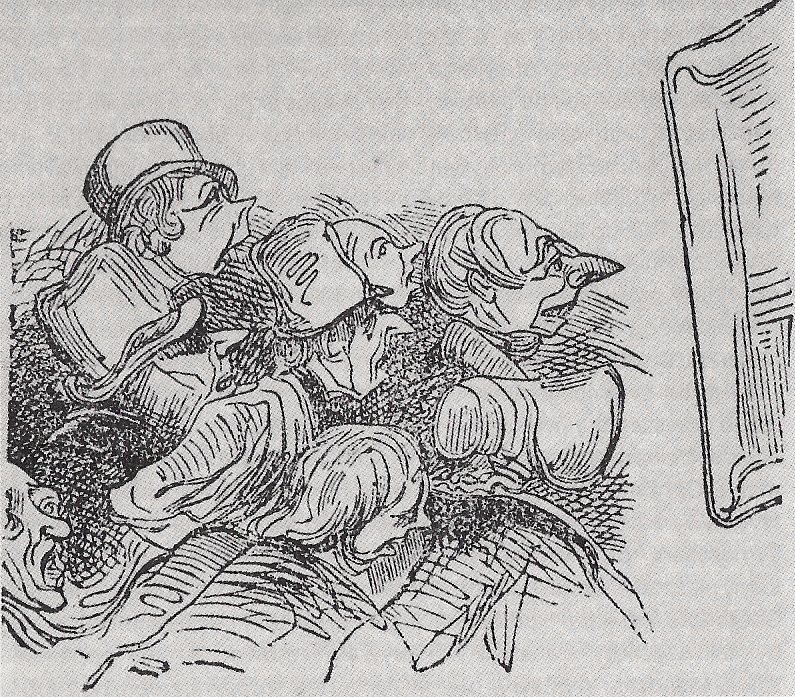
Karykatura publiczności Salonu, 1840

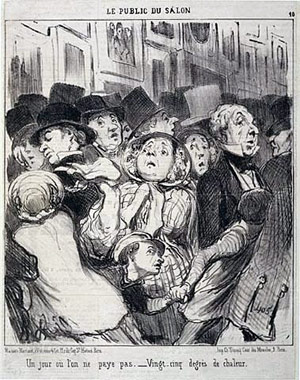
Karykatura Honoré Daumier, Darmowy dzień Salonu (z podpisem: Dzień, gdy wejście jest bezpłatne. Dwadzieścia pięć stopni gorąca), 1852

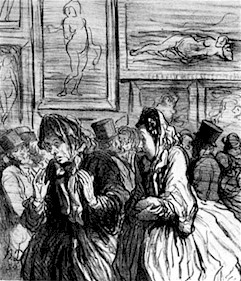
Karykatura Honoré Daumier ukazująca mieszczan, zbulwersowanych pokazanymi na salonie wizerunkami Wenus

Salon – czasowa wystawa, prezentowana publicznie, przedstawiająca dorobek współczesnych artystów. Salony organizowane są cyklicznie, przeważnie przez instytucje.
Termin „salon” odnosi się przede wszystkim do Salonu Paryskiego (fr. Salon de Paris), mającego dominującą pozycję w życiu artystycznym XIX-wiecznej Europy. Aż do 1881 roku był instytucją kontrolowaną przez Akademię, włączoną w administrację państwową. Salon miał monopol w zakresie wystawiania dzieł. Prezentował sztukę oficjalną, akademicką, przyznając najlepszym pracom nagrody i zazwyczaj nie dopuszczając na wystawę prac nowatorskich i niezgodnych z obowiązującą doktryną. Było to przyczyną powstawania od końca XIX wieku niezależnych instytucji.

## Salon paryski
Pierwszy salon artystyczny został zorganizowany w Paryżu za Ludwika XIV w 1667 roku, w Salon Carré w Luwrze (stąd jego nazwa). Pokazywano na nim nagrodzone prace studentów i członków Królewskiej Akademii Malarstwa i Rzeźby. Początkowo paryskie salony odbywały się nieregularnie, od 1737 – co rok lub dwa lata. Po czasach rewolucji francuskiej wprowadzono zmiany w zasadach przyjmowania prac – odtąd swoje prace mógł zgłosić każdy artysta. Lokalizacja salonu w Luwrze przetrwała do Drugiego Cesarstwa (1852–70), gdy przeniesiono go do Palais-Royal, a potem Palais de l’Industrie. Salon umożliwił kontakt publiczności ze sztuką i wykształcenie się krytyki artystycznej ("salonem" nazywano wówczas także artykuły i recenzje z salonów, pisane m.in. przez Charles’a Baudelaire’a i Denisa Diderota).
Choć w XIX wieku podobne wystawy organizowano także przy innych szkołach artystycznych w Europie, to jednak właśnie paryski salon stał się tym najważniejszym; w 1841 roku miało go odwiedzić milion osób.
Wszystkie akademie urządzały wystawy, ale pod słowem „salon” rozumie się Salon paryski, co jest odbiciem dominującej roli Paryża w życiu artystycznym ubiegłego stulecia. Zresztą, jak można sądzić po wielkim odzewie prasowym, Salony były istotnie wydarzeniem, rodzajem festiwalu artystycznego, ściągającego nie tylko znawców i nabywców, ale także tłumy ciekawych i ciekawskich, szukających rozrywki, nowości, plotek.
W 1748 roku wprowadzono instytucję jury, które decydowało o dopuszczeniu dzieł na wystawę. Skład i zasady wyboru członków jury były dość często zmieniane, a nawet samo jury likwidowane (tak było podczas salonu za rewolucji francuskiej w 1791 roku). Jury wybierało państwo, potem składało się z członków Akademii czy wreszcie z osób wybieranych przez samych artystów. Ciało to szybko stało się celem krytyki, podobnie jak sam salon (salon krytykował np. Honoré Daumier w swoich karykaturach; losy odrzucanego przez salon artysty przedstawił Émile Zola w powieści Dzieło). Niemniej jednak stale zwiększająca się liczba dzieł (w 1801 wystawiono 485 obrazów, w 1806 – 707, w 1848 – 5180) w zasadzie wykluczała możliwość zlikwidowania wstępnej selekcji; odrzucana liczba dzieł ciągle rosła. W 1855 roku Gustave Courbet otwarcie zamanifestował swój sprzeciw, pokazując swoje odrzucone przez jury Wystawy Powszechnej obrazy w baraku z napisem „Realizm”. W tym czasie, za Drugiego Cesarstwa, zaczęła już wyrastać poważna konkurencja dla salonu: prywatne galerie. W 1863 liczba dzieł nieprzyjętych na salon sięgnęła trzech tysięcy. Napoleon III polecił pokazanie odrzuconych dzieł na odrębnej wystawie, tzw. Salonie Odrzuconych:
Liczne reklamacje zostały przedłożone Cesarzowi w związku z dziełami odrzuconymi przez jury Salonu. Jego Cesarska Mość, pragnąc żeby publiczność oceniła słuszność tych reklamacji, postanowił, że dzieła artystów odrzuconych zostaną pokazane w innej części Palais de l’Industrie. Artyści, którzy nie chcą brać udziału w tej wystawie, będą mogli wycofać swoje prace po zawiadomieniu administracji. Wystawa zostanie otwarta 15 maja. Prace można wycofać do 7 maja; po upływie tego terminu zostaną one umieszczone w salach wystawowych.
Salon Odrzuconych stał się zatem widomym znakiem, że dotychczasowy system się wyczerpał. W 1863 roku pokazano na nim m.in. Śniadanie na trawie Maneta i Dziewczynę w bieli Whistlera. Oba (a zwłaszcza Śniadanie...) spotkały się z niechęcią zarówno ze strony krytyki, jak i publiczności. Salon Odrzuconych pozbawiony powagi oficjalnego Salonu stał się miejscem odwiedzanym przez szukający rozrywki tłum, ale także istotnym środkiem rozpowszechnienia sztuki impresjonistów.
W 1881 roku, za Trzeciej Republiki, i ten quasi-monopol salonu został złamany: republikanie zadecydowali o wycofaniu się z opieki nad Salonem; pieczę nad nim przejęło Société des Artistes Français. Wkrótce salonowi wyrosła konkurencja. W 1884 miał miejsce pierwszy Salon Niezależnych, zorganizowany przez artystów zniechęconych do jury i nagród. W 1890 powstał Salon organizowany przez Société Nationale des Beaux-Arts, a na początku XX – Salon d'Automne (Salon Jesienny).